# Oakland
Oakland je město ve státě Kalifornie (USA) a hlavní město okresu Alameda. Bylo založeno v roce 1852 a nachází se na východním pobřeží Sanfranciského zálivu. Přístav v Oaklandu je třetí největší na západním pobřeží USA. Na území města se nachází mezinárodní letiště a prochází jím důležitá železniční trať společnosti Amtrak.
Vznikla zde známá punkrocková kapela Green Day.

## Demografie
Podle sčítání lidu z roku 2010 zde žilo 390 724 obyvatel.

### Rasové složení
- 34,5 % bílí Američané
- 28,0 % Afroameričané
- 0,8 % američtí indiáni
- 16,8 % asijští Američané
- 0,6 % pacifičtí ostrované
- 13,7 % jiná rasa
- 5,6 % dvě nebo více ras

Obyvatelé hispánského nebo latinskoamerického původu, bez ohledu na rasu, tvořili 25,4 % populace.
Etnické složení města prošlo v posledním století velkými proměnami. Podíl bělochů poklesl z 95,3 % v roce 1940 na 25,9 % v roce 2010. Podíl černochů se zvyšoval až na 47 % v roce 1980, ale v poslední době dochází ke gentrifikaci a černoši se stěhují jinam.
V současné době tvoří černoši, nehispánští běloši a Hispánci po jedné čtvrtině obyvatel.
V souvislosti s příchodem černochů si Oakland vybudoval pověst jednoho z nejnebezpečnějších měst v USA. Na tom se v posledních dekádách mnoho nezměnilo. V roce 2011 byl Oakland na prvním místě v počtu loupeží a krádeží motorových vozidel na hlavu. V počtu vražd byl na šestém místě.[zdroj?]

## Sport
V Oaklandu sídlí baseballový tým Oakland Athletics hrající MLB. V minulosti v něm sídlily i týmy amerického fotbalu Oakland Raiders hrající NFL (v roce 2020 přestěhován do Las Vegas v Nevadě) a Golden State Warriors hrající basketbalovou NBA (v roce 2018 přestěhován do San Franciska v Kalifornii).
V 70. letech 20. století působil v NHL klub California Golden Seals. V roce 1976 vedení klubu prodalo licenci do Clevelandu. 

## Galerie

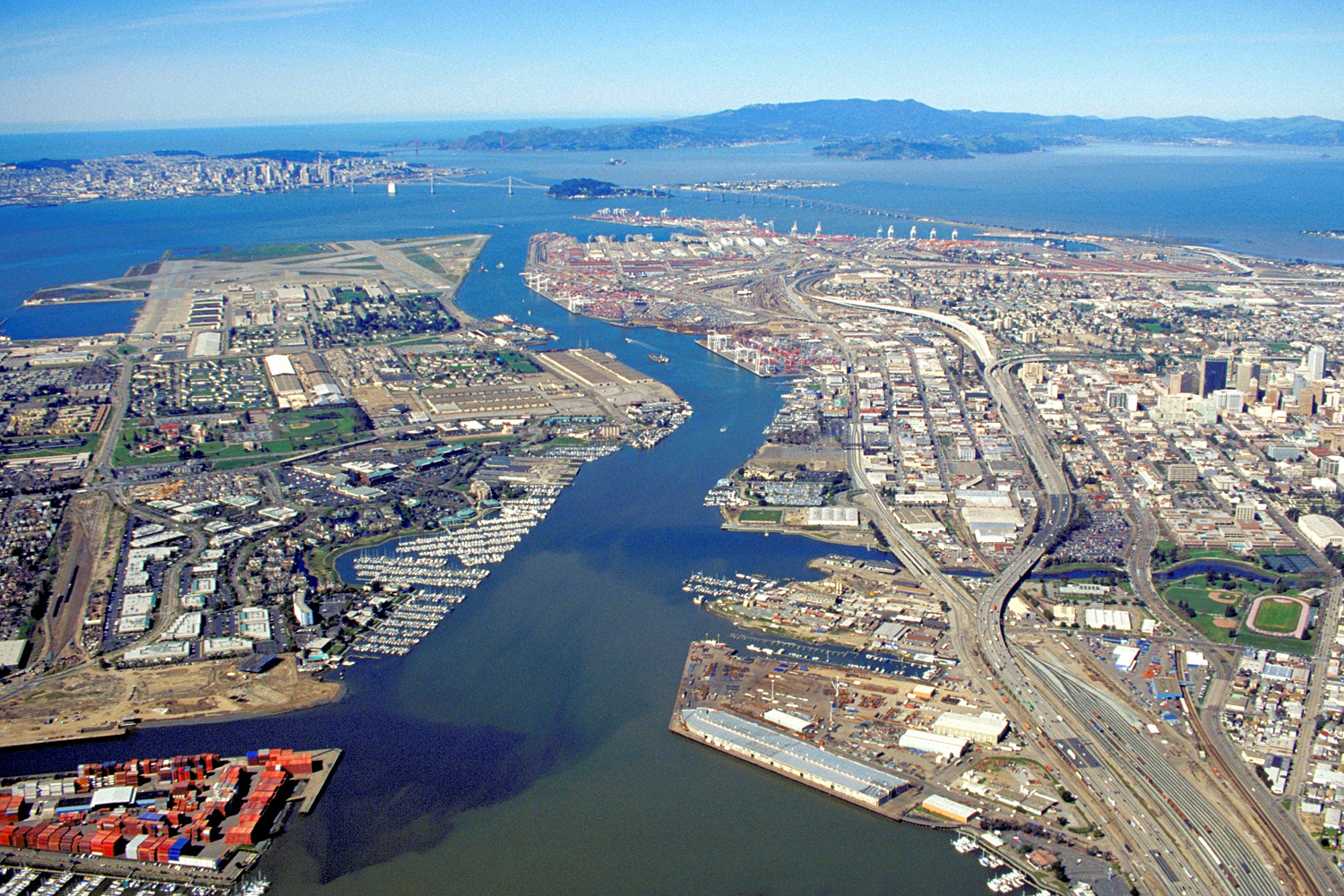
Letecký pohled
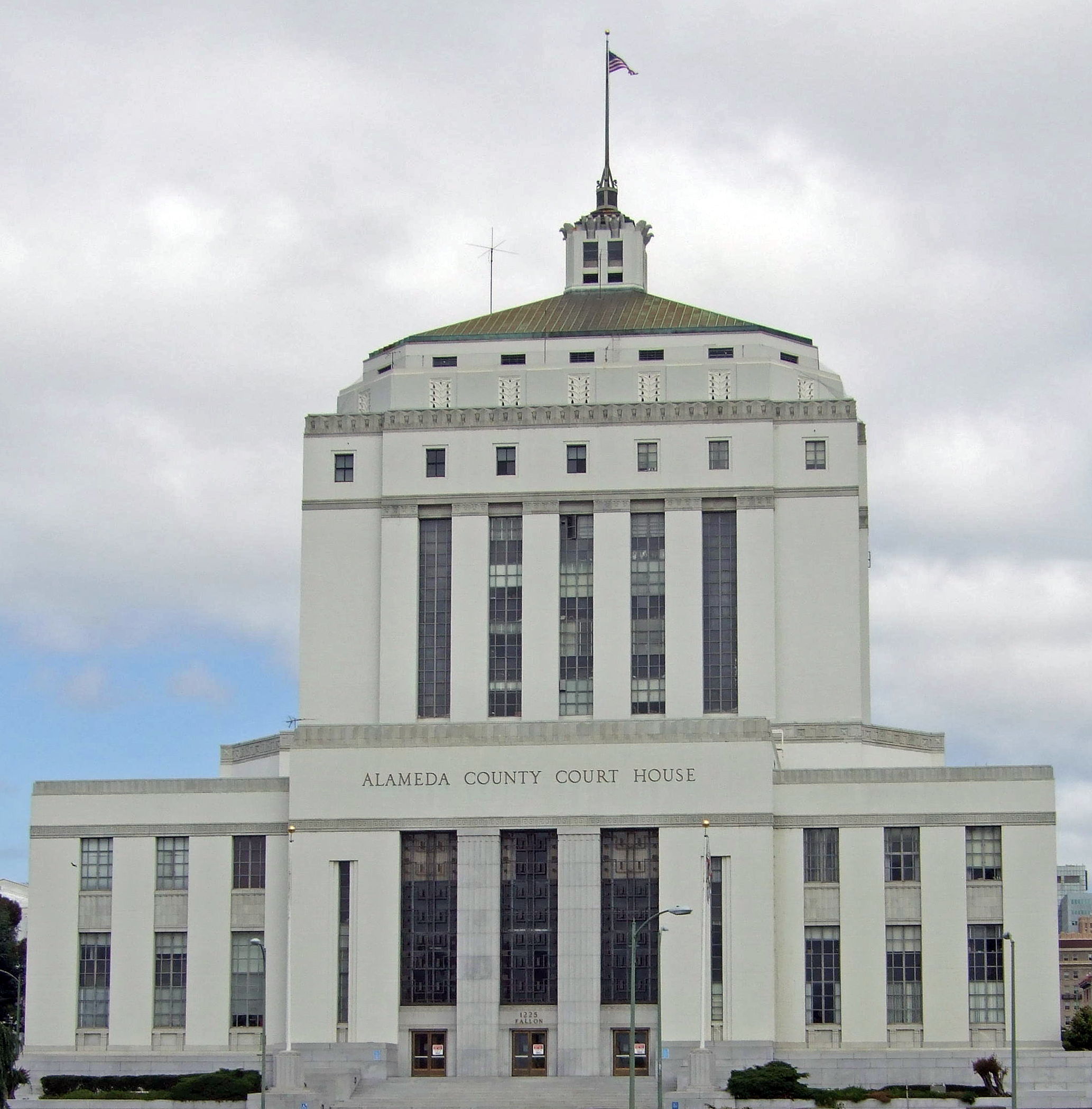
Soud
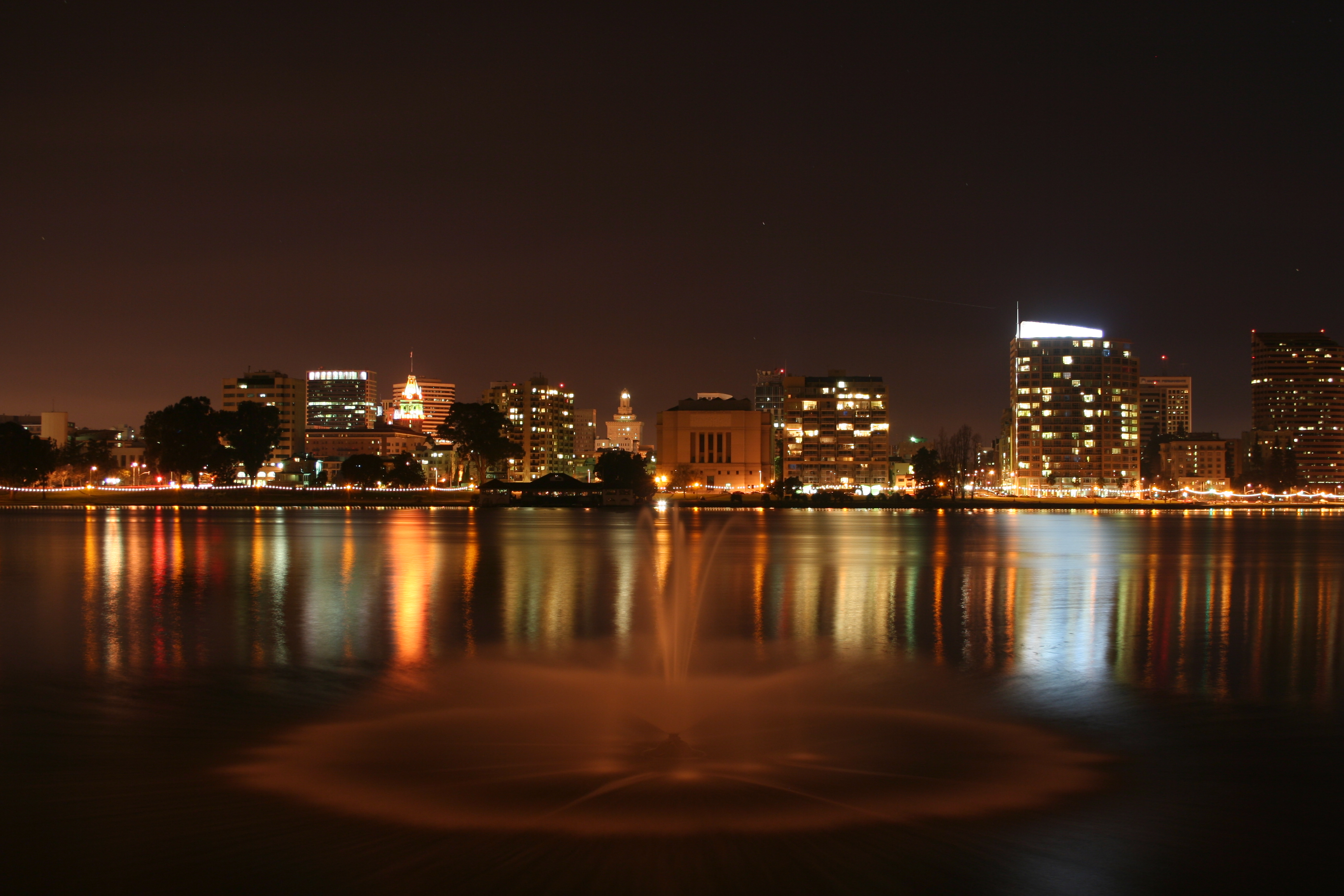
Oakland v noci
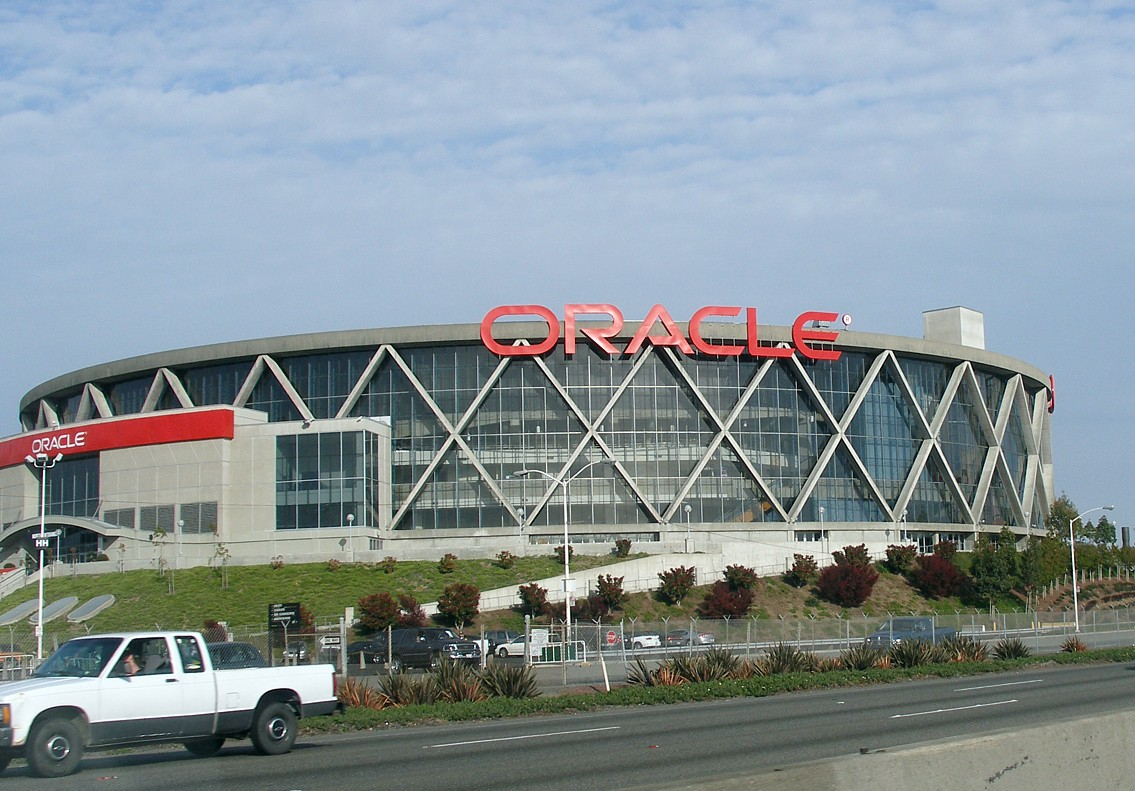
Oracle aréna

## Osobnosti města

### Rodáci
- Lillian Moller Gilbreth (1878–1972), americká psycholožka a pedagožka[2]
- George Stevens (1904–1975), americký filmový režisér, producent, scenárista a kameraman[3]
- Archie Williams (1915–1993), americký atlet, sprinter, olympijský vítěz v běhu na 400 metrů z LOH 1936[4]
- Don Budge (1915–2000), americký tenista[5]
- Timothy B. Schmit (* 1947), americký zpěvák a kytarista[6]
- Mark Hamill (* 1951), americký herec [7]
- MC Hammer (* 1962), americký rapper, tanečník a herec [8]
- Kamala Harrisová (* 1964), americká právnička a politička, viceprezidentka Spojených států amerických[9]
- Brandon Lee (1965–1993), herec, tragicky zahynul při natáčení filmu Vrána[10]
- Billie Joe Armstrong (* 1972), zpěvák a hudebník, frontman punkrockové skupiny Green Day[11]
- Mahershala Ali (* 1974), americký herec, dvojnásobný držitel Oscara[12]
- Cary Joji Fukunaga (* 1977), americký filmový a televizní režisér, scenárista a producent[13]
- Ryan Coogler (* 1986), americký režisér a scenárista[14]
- Lyndsy Fonseca (* 1987), americká herečka[15]
- G-Eazy  (* 1989), americký rapper[16]
- Damian Lillard (* 1990), americký profesionální basketbalista[17]
- Kehlani (* 1995), R&B zpěvačka, rapperka a tanečnice[18]
- Zendaya (* 1996), americká herečka, tanečnice, modelka a zpěvačka[19]

### Obyvatelé
- Jack London (1876–1916), americký spisovatel a novinář[20]
- Bohuš Beneš (1901–1977), československý diplomat, spisovatel a pedagog[21]
- Jack Vance (1916–2013), americký spisovatel science fiction, fantasy a detektivních příběhů[22]
- Clint Eastwood (* 1930), americký herec, režisér a producent[23]
- Frank Oz (* 1944), americký loutkoherec, režisér a herec[24]
- Tom Hanks (* 1956), americký herec, držitel dvou Oscarů[25]

## Partnerská města
Oakland má následující partnerská města:
- Fukuoka, Japonsko (od 1962)
- Sekondi-Takoradi, Ghana (od 1975)
- Nachodka, Rusko (od 1975)
- Ta-lien, Čína (od 1982)
- Ocho Rios, Jamajka (od 1986)
- Funchal, Madeira, Portugalsko (od 1999)
- Santiago de Cuba, Kuba (od 2000)
- Danang, Vietnam (od 2005)
- Benin City, Nigérie (od 2010)
- Port-de-Paix, Haiti (od 2011)
- Oakleigh (Melbourne), Austrálie (od 2020)